# 南沙群岛
南沙群岛，国际通称斯普拉特利群岛，越南稱長沙群島（越南语：／），中國古稱萬里長沙或万里石塘，是南中国海四大群島中位置最南、岛礁最多、分布最广的一组群岛，地理上位于北纬3°40′至11°55′和东经109°30′至117°50′。南北长500多海里，东西宽400多海里，总面积约90万平方公里，由230多个岛、洲、礁、沙和滩组成，露出水面的約占总数的五分之一，目前已定名的約192个，總陸地面積约17.06平方公里。
南沙群島也是全球边界爭議最多的島礁群，多達六個國家（中華人民共和國、中華民國、越南、菲律賓、馬來西亞、汶萊）聲稱各自拥有部分或全部島礁的主权并且互相對峙。

## 名稱
1935年前中国政府并没有对此群岛有任何正式专名。1934年中央大学教授胡焕庸在《外交评论》期刊首次提出「南沙群岛」的名称。不过1935年中华民国水陆地图审查委员会审定公布的《中国南海各岛屿华英名对照表》，则是把「南沙群岛」用来称呼Macclesfield Bank（今中沙群岛），而把Spratly Islands（今南沙群岛）命名为「团沙群岛」或「珊瑚群岛」。
1947年，中华民国内政部公布《南海诸岛新旧名称对照表》，把团沙群岛更名为「南沙群岛」，把原来的南沙群岛改为「中沙群岛」，同时重新命名159个南海诸岛，并公布《中国南海疆域图》，以11段线宣称南海领土主权。此次南沙群岛改名的原因，是因为中华民国外交部在战后多次把团沙群岛的英文误作为Tizard Bank（即郑和群礁），导致团沙群岛出现一词两义，引发混乱。中华人民共和国成立后沿用了南沙群岛的命名。
西方国家、东盟多数国家称为斯普拉特利群島（Spratly Islands），以19世紀的英國航海家理查德·斯普拉特利（1802年—1870年）命名。
日本在二戰前稱為新南群岛（日语：／ Shinnan Guntō），戰後則改稱南沙諸島（日语：／ Nansa Shotō）。
越南方面称为長沙群島（越南语：／）。
馬來西亞、印尼和菲律賓均沿用“斯普拉特利群島”這一名稱來稱呼整個島群（馬來語、印尼語：Kepulauan Spratly；他加祿語：Kapuluan ng Spratly）；但馬來西亞稱自己所控制的部分為森馬朗－柏寧照群礁，菲律賓稱自己所控制的部分為卡拉延群島。

## 地理位置
南沙群岛位于北纬3°35′～11°55′，东经109°30′～117°50′，东西长约905公里，南北宽约887公里，海域面积为88.6万平方公里。其西北与越南相对，东北与菲律宾隔海相望，南部水域与马来西亚、文莱、印度尼西亚等国沿海相接。
- 位於南海南部，西邻越南，东邻菲律宾，北续中沙西沙与中国海南岛相望，南临马来西亚、文莱。
- 地处太平洋和印度洋之间的国际航道要冲，是扼守马六甲海峡、巴士海峡、巴林塘海峡、巴拉巴克海峡的关键所在。
- 岛屿陆地总面积约11平方公里，主要岛礁有：美济礁、渚碧礁、永暑礁、太平岛、西月岛、中业岛、南威岛、郑和群礁、九章群礁、中业群礁、道明群礁、双子群礁、尹庆群礁、弹丸礁、万安滩和曾母暗沙等。

## 地质地貌
南海的地质构造比较复杂，主要以大陆架、大陆坡、中央海盆三个部分呈环状分布。其中南沙群岛形成于南海陆坡区的南沙台阶上，处于多山的海底高原上。南沙群岛共有大小岛礁200多个，一般按照它们在海面上下的位置分为五类：岛、沙洲、暗礁、暗沙、暗滩等。南沙群岛跨过四个地貌与地质构造单元，分别是：
- 南部的曾母暗沙与南、北康暗沙位于北巽他大陆架东北部，构造上属西北加里曼丹地槽的一部分；
- 东部的舰长礁、指向礁、都护暗沙与保卫暗沙等，则位于南沙海槽西北坡，与加里曼丹岛、巴拉望岛相望；
- 西北的礼乐滩、双子群礁以北，渚碧岛、永暑島与日积礁，属于南海中央深海盆地。
- 群岛的大部分则处于多山的海底高原，大小海山顶部有许多珊瑚礁，并大都形成环礁，少数为台礁[21]。

常設仲裁法院於2016年7月12日之菲律賓控告中國案仲裁書中，指南沙群島是岩礁而非島。中華民國和中華人民共和國對該仲裁均表示不予承認。

## 地质构造
南沙群岛海区的断裂构造是燕山期华夏陆缘解体，喜马拉雅山期扩张陆缘形成的断裂系，以张性或张剪性断裂为特征，属于东亚型陆缘断裂体系之南海陆缘地堑系的一部分。

## 岛礁地图
图例：

 中華民國  1：太平岛  2：中洲礁 

 中华人民共和国  1：永暑礁 2：美济礁  3：渚碧礁  4：华阳礁  5：南薰礁  6：赤瓜礁  7：东门礁  8：杨信沙洲

 越南  1：南子礁  2：敦谦沙洲  3：鸿庥岛  4：景宏岛  5：南威岛  6：安波沙洲  7：染青沙洲  8：中礁  9：毕生礁  10：柏礁 
  11：西礁  12：日积礁  13：大现礁  14：无乜礁  15：东礁  16：六门礁  17：南华礁  18：舶兰礁  19：奈罗礁  20：鬼喊礁 
  21：琼礁  22：蓬勃堡  23：广雅滩  24：万安滩  25：西卫滩  26：李准滩  27：人骏滩  28：奥南暗沙  29：金盾暗沙

 菲律賓  1：费信岛  2：南钥沙洲  3：南钥岛  4：马欢岛  5：北子岛  6：中业岛  7：西月岛  8：司令礁  9：火艾礁  10：仁爱礁 

 马来西亚  1：弹丸礁  2：光星仔礁  3：光星礁  4：簸箕礁  5：榆亚暗沙  6：南海礁 

## 主权争议
南沙群岛的主权争议主要涉及中华人民共和国、越南、馬來西亞、菲律賓、中華民國，其皆有部署軍力在此地區。而汶萊與印度尼西亚虽然宣稱擁有部分海域的主權，但没有實際駐兵。

## 重要岛礁
（粗体*标示行政中心）
| 序号 | 名称     | 陆地面积 （公頃） | 实际控制者     | 备注 |
| ---- | -------- | ----------------- | -------------- | --- |
| 1    | 美济礁   | 566               | 中华人民共和国 | 2015年1月26日開始填海。人工島上有機場、港池及基建設施，是目前南沙群島面積最大的島嶼。                                                       |
| 2    | 渚碧礁   | 430               | 中华人民共和国 | 2015年1月26日開始填海。人工島上有機場、港池及基建設施，是南沙群島面積第二大的島嶼。                                                         |
| 3    | 永暑礁*  | 280               | 中华人民共和国 | 2014年8月開始填海。2016年第一條3,140×50m飛機跑道完工，可以起降A320，已完成中型軍事港岸與居民區、運動場等。                                  |
| 4    | 太平島*  | 51                | 中華民國       | 南沙群島面積最大的天然島嶼，太平岛机场有1,200×30m跑道及補給碼頭，島上還有淡水水井。                                                         |
| 5    | 中业岛*  | 37                | 菲律賓         | 南沙群島面積第二大天然島嶼，1971年菲律賓與中華民國發生衝突，中華民國國軍撤退後，菲律賓佔領並擴建一條1,300×90m混凝土跑道，2018年底开始填海。 |
| 6    | 弹丸礁*  | 35                | 马来西亚       | 本為面積6.5公頃的天然小島，于1993年填海至現面積，擁有1,370×40m的飛行跑道。                                                                  |
| 7    | 南华礁   | 35                | 越南           | 2015年开始填海。 |
| 8    | 华阳礁   | 30                | 中华人民共和国 | 2013年底开始填海。 |
| 9    | 西礁     | 28.5              | 越南           | 2013年底進行土地擴張工程並持續中。 |
| 10   | 南子岛   | 26                | 越南           | 2013年开始填海。 |
| 11   | 西月岛   | 18                | 菲律賓         | 天然島嶼。 |
| 12   | 南薰礁   | 17.8              | 中华人民共和国 | 2014年3月开始填海。 |
| 13   | 景宏岛   | 17                | 越南           | 2014年4月左右開始填海及建造簡易港。 |
| 14   | 南威岛*  | 15                | 越南           | 20世紀時建造，有550m混凝土跑道，另有直昇機坪。                                                                                              |
| 15   | 北子岛   | 14                | 菲律賓         | 1971年从中华民国国军手上夺占。 |
| 16   | 染青沙洲 | 12                | 越南           | |
| 17   | 赤瓜礁   | 11                | 中华人民共和国 | 2014年1月開始填海，目前人工島已經建成，有港口、大廈等建物。                                                                                 |
| 18   | 东门礁   | 10                | 中华人民共和国 | 2013年底开始填海，僅完成海堤與守衛用地。 |

## 地圖

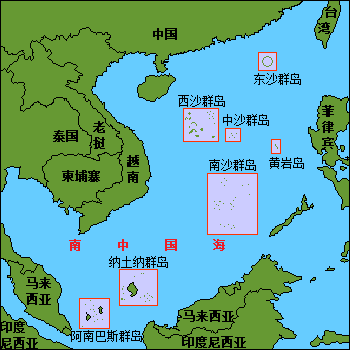
南海地圖
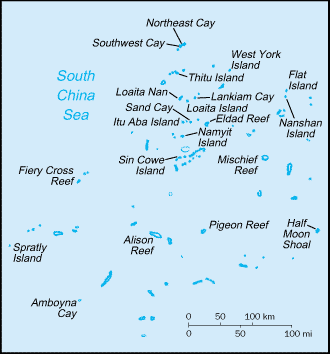
南海中南沙群島
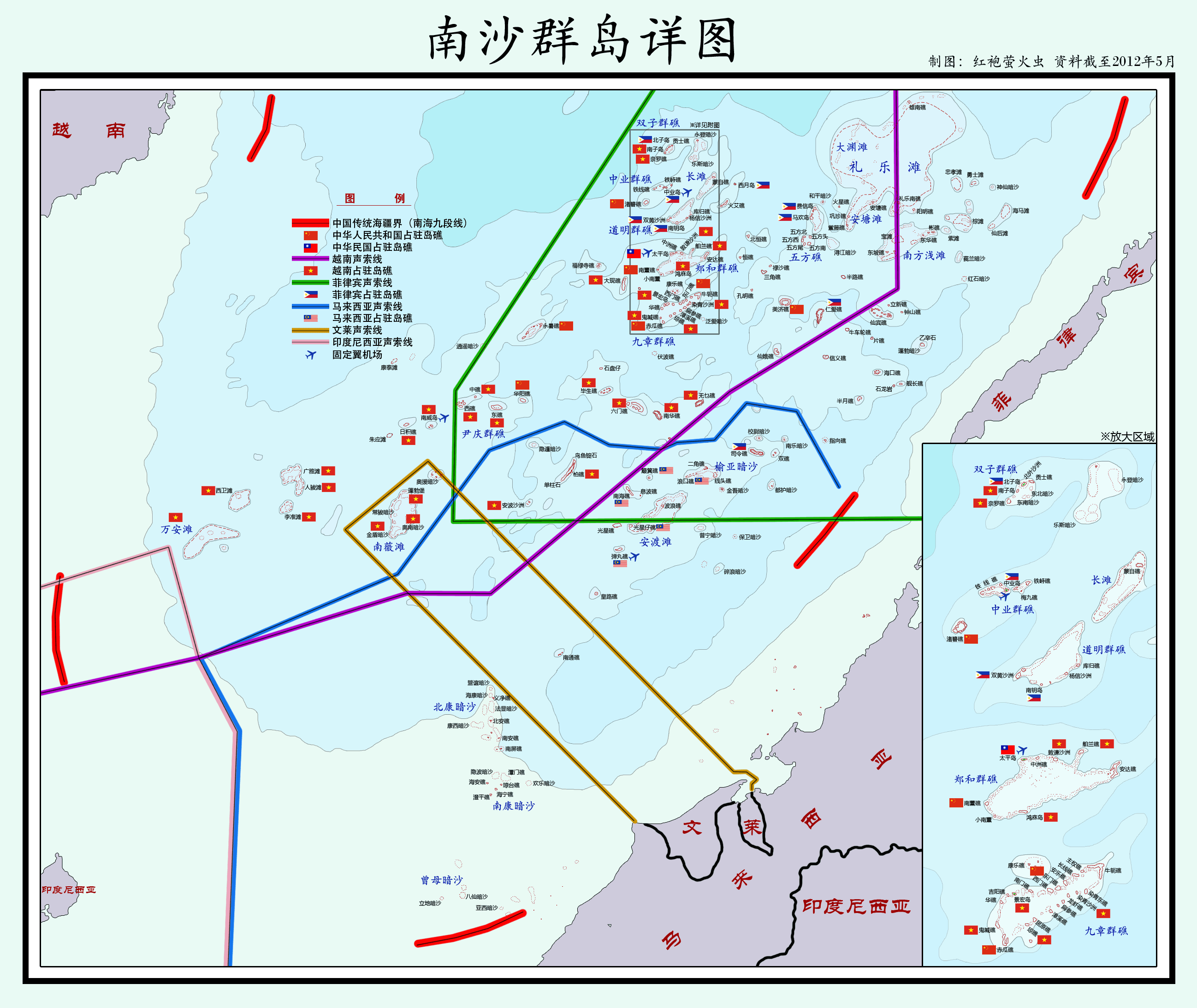
南海中南沙群島